# Sebastian Schneider (Handballspieler)
Sebastian Schneider (* 9. Dezember 1985 in Hagen) ist ein deutscher ehemaliger Handballspieler.
Der ehemalige Junioren-Nationalspieler spielte ab 1. Februar 2008 in der Handball-Bundesliga bei der SG Flensburg-Handewitt sowohl im linken Rückraum, als auch auf Rückraum Mitte. In der Saison 2008/09 wurde Schneider mit einem Doppelspielrecht für den TuS Nettelstedt-Lübbecke ausgestattet, um den schwer verletzten Nettelstedter Rückraumspieler Michał Jurecki zu ersetzen. Ab dem Sommer 2009 spielte er bei den Füchsen Berlin. Nach nur einer Saison verließ Schneider Berlin und schloss sich dem TBV Lemgo an. Im Sommer 2012 kehrte er wieder nach Hamm zurück. Im November 2014 verließ er Hamm und schloss sich dem VfL Eintracht Hagen an. In der Saison 2018/19 wechselte Schneider aus beruflichen Gründen in die 2. Mannschaft, stand jedoch weiterhin als Stand-by-Spieler der 1. Mannschaft zur Verfügung. Weiterhin wurde er Co-Trainer der 2. Mannschaft und übernahm das Traineramt der B-Jugend des Vereins. Seit 2022 ist er Leiter der Amateurabteilung.